# Titan (Bucarest)

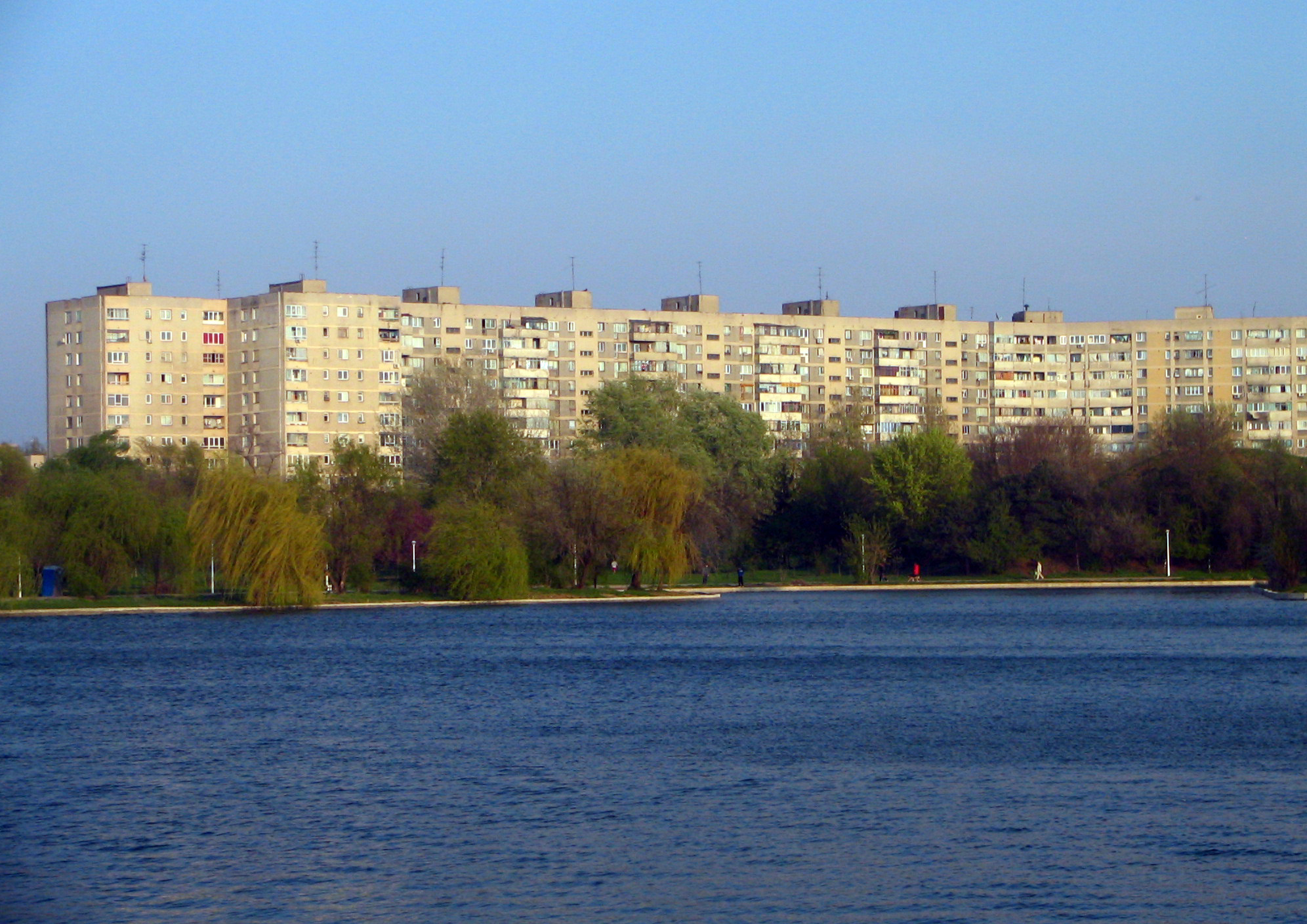
Imatge dels blocs d'estil comunista construïts al llarg dels anys setanta i vuitanta a Titan

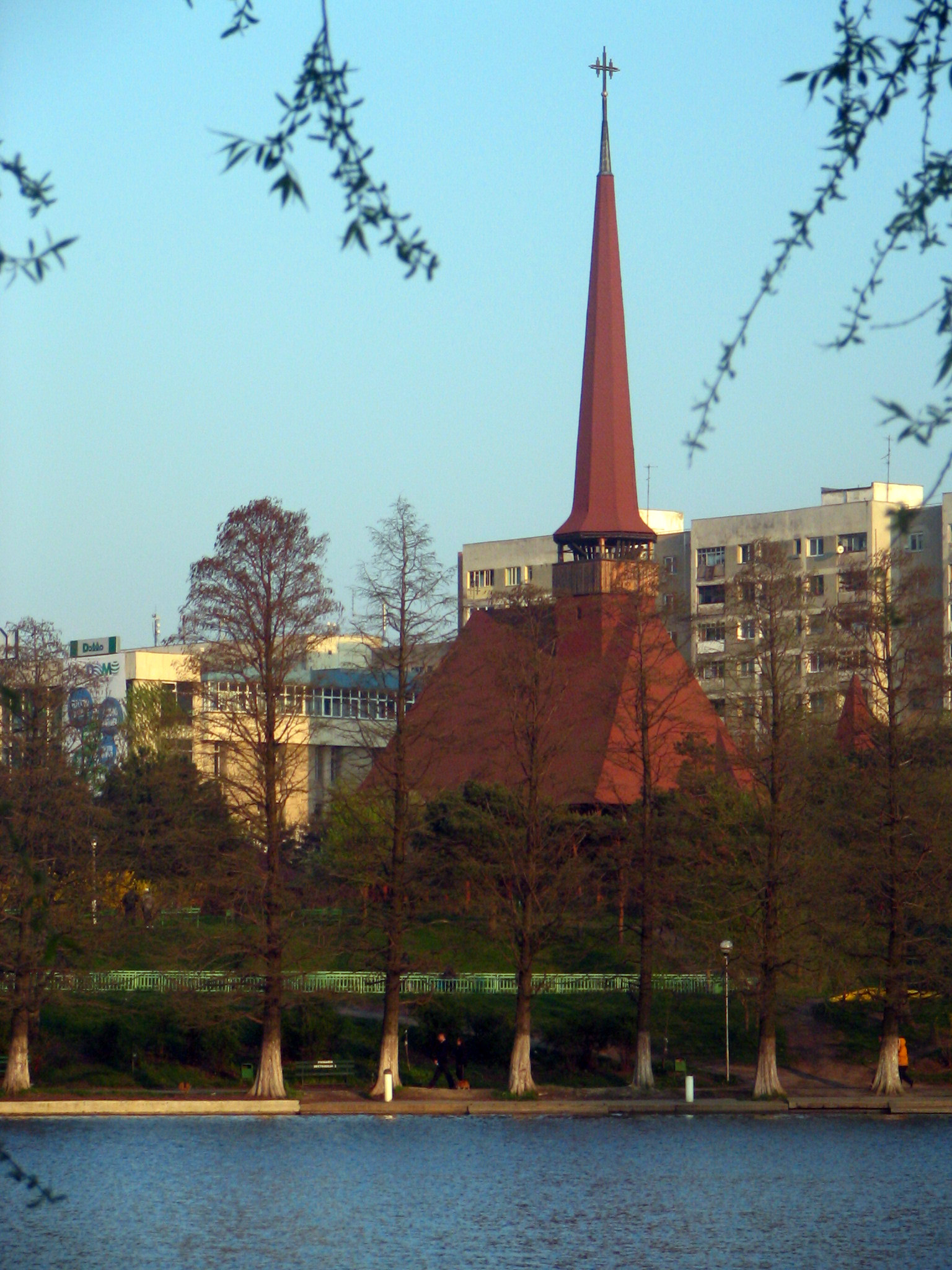
Imatge de l'església ortodoxa de Titan (d'estil tradicional) localitzada a prop del Llac Titan

El barri de Titan és un dels barris del Sector 3 de Bucarest (Romania). Aquest barri està situat a la zona est de la capital romanesa i es troba envoltat pel parc del Titan. Antigament la zona era coneguda com a Balta Albă (en català la Tolla Blanca), ja que principis del segle xx una bona part de l'extensió de l'actual barri era una petita depressió que sovint estava plena d'aigua. Aquesta depressió es va drenar i es va cobrir de calç viva, fet pel qual la zona va rebre el nom de Tolla Blanca. Tot i això no s'ha de confondre la denominació antiga del barri de Titan amb la veïna barriada de Balta Albă.
El barri es va desenvolupar espectacularment a final dels anys setanta amb la construcció de grans bloc d'estil comunista, on s'allotjaven de nou als desnonats de les demolicions de barris sencers per construir barris nous com el de Centru Civic o per la construcció de la Casa Poporului. L'organització urbanística és com a la resta dels barris de Bucarest: grans avingudes que serveixen com a eixos viaris i tot un seguit de caòtics carrers petits que comuniquen els blocs amb les principals vies de comunicació. Els bulevards principals que passen per Titan són el de Nicolae Grigorescu, el de Camil Ressu i de elTheodor Pallady. Aquest darrer és un tram de l'autopista sense peatge (Autopista del Sol) que comunica Bucarest amb Constanţa. El barri està comunicat amb la resta de Bucarest pel Metro, per diverses línies de tramvia, troleibús, autobús i taxis. Les dos estacions de metro situades al barri són les de Nicolae Grigorescu i Titan.
Al barri de Titan es poden trobar importants centres comercials (coneguts a Bucarest com a Mall) i el complex de cinemes Gloria (situat a la intersecció entre els bulevards Baba Nova i Nicolae Grigorescu. El llac Titan fou construït a la segona meitat del segle xx en una petita depressió del terreny i dins del mateix hi ha cinc illots petits. Les barriades que fan frontera amb Titan són Dristor, Vitan, Dudeşti, Pantelimon i Balta Albă. A l'extrem nord del barri està ubicat el Bulevard Basarabiei i l'estadi de Lia Manoliu.